# Norra Öretjärnen, Dalarna
Norra Öretjärnen är en sjö i Malung-Sälens kommun i Dalarna och ingår i Göta älvs huvudavrinningsområde.